# Натансон, Владимир Александрович
Владимир Александрович Натансон (1 марта 1909, Гуляйполе — 8 сентября 1993, Москва) — советский пианист, педагог и музыковед.

## Биография
Ученик Ф. Кенемана и С. Фейнберга. С 1935 г. преподавал в Московской консерватории, с 1967 г. профессор; одновременно в 1949—1977 гг. преподавал в училище при консерватории; кандидат искусствоведения (1958). Автор методических работ, исследований в области истории, теории и методики фортепианного исполнительского искусства, редактор многочисленных нотных изданий и сборников педагогического репертуара.
Среди учеников Натансона были, в частности, Данг Тхай Шон, Т. Добровольская, В. Коробов, И. Куликова, А. Малкус, Р. Губайдуллин, Е. Натансон, Карло Леви Минци, В. Ямпольский, В. Шкарупа, Мигель Анхель Шебба.
Как вспоминает ученица Натансона Ольга Аверьянова,

на переломных этапах жизненного пути очень важно встретить такого человека, который сумеет определить твою судьбу как единственно возможную, укажет твоё истинное предназначение в жизни… Ощущение недосягаемости не исчезло (оно сохранилось и поныне), но с Владимиром Александровичем с первого же раза стало легко и естественно. Одновременно возникло и больше не исчезало состояние приподнятости, сопричастности к одухотворенно-прекрасному.